# Tân Hiệp, An Giang
Tân Hiệp là xã thuộc tỉnh An Giang, Việt Nam.

## Địa lý
Thị trấn Tân Hiệp nằm ở phía đông huyện Tân Hiệp, có vị trí địa lý:
- Phía đông giáp thành phố Cần Thơ
- Phía tây giáp xã Thạnh Đông
- Phía nam giáp xã Thạnh Đông B
- Phía bắc giáp xã Tân Hiệp A và xã Tân Hiệp B.

Thị trấn Tân Hiệp có diện tích 31,98 km², dân số năm 2020 là 18.102 người, mật độ dân số đạt 566 người/km².

## Hành chính
Thị trấn Tân Hiệp được chia thành 10 khu phố: A, B, Đông An, Đông Bình, Đông Hưng, Đông Thái, Đông Tiến, Kinh B, Kinh 9, Kinh 10B.

## Lịch sử
Ngày 7 tháng 2 năm 2005, Chính phủ ban hành Nghị định 15/2005/NĐ-CP về việc mở rộng thị trấn Tân Hiệp trên cơ sở:
- Điều chỉnh 434,71 ha diện tích tự nhiên và 1.232 nhân khẩu của xã Thạnh Đông
- Điều chỉnh 2.671,19 ha diện tích tự nhiên và 13.233 nhân khẩu của xã Thạnh Đông B

Sau khi điều chỉnh địa giới hành chính, thị trấn Tân Hiệp có 3.217,20 ha diện tích tự nhiên và 19.929 nhân khẩu.
Ngày 13 tháng 10 năm 2022, UBND tỉnh Kiên Giang ban hành Quyết định số 2562/QĐ-UBND về việc chuyển 4 ấp: Đông Bình, Đông Thái, Kinh 9, Kinh 10B thành 4 khu phố có tên tương ứng.